# O Mar da Fertilidade
O Mar da Fertilidade é uma tetralogia de livros escrito pelo autor japonês Yukio Mishima publicados entre 1969 e 1971. Os quatros livros que compõem a tetralogia são Neve de Primavera (春の雪, Haru no Yuki), Cavalo Selvagem (奔馬, Honba), O Templo da Aurora (暁の寺, Akatsuki no Tera) e A Queda do Anjo. Mishima morreu em 25 de novembro de 1970, mesmo dia em que foi escrito o último livro da série, A Queda do Anjo (天人五衰, Tennin Gosui).

## Enredo
Os quatro romances são ambientados em um período de 58 anos, entre 1912 e 1970, que compreende a Primeira e a Segunda Guerra Mundial, a guerra Sino-Japonesa e o período pós-guerra japonês. Cada livro possui personagens diferentes, exceto por Honda, que funciona como um elemento que une os quatro volumes do livro em um ciclo de reencarnações.

## Temas
Mishima combina conceitos filósóficos como o budismo (em especial, o conceito de reencarnação), a oposição ao pensamento judaico-cristão vivido pelo personagem Honda e a espacialização do tempo vista pela ótica da escola budista Yogachara (Mente Apenas). A ótica da natureza cíclica do tempo também é  experimentada pelos quatro personagens principais. Dessa forma, Mishima diferencia-se de outras histórias épicas de transmissão genealógica de pai para filho e se atenta a contar uma história uma transmigação de uma consciência humana após a morte. 
A obra também foi inspirada na Saga de Hamamatsu, uma gesta do século XI, em que há o conceito de transmigação da alma budista e sonhos proféticos.